# 은하좌표계

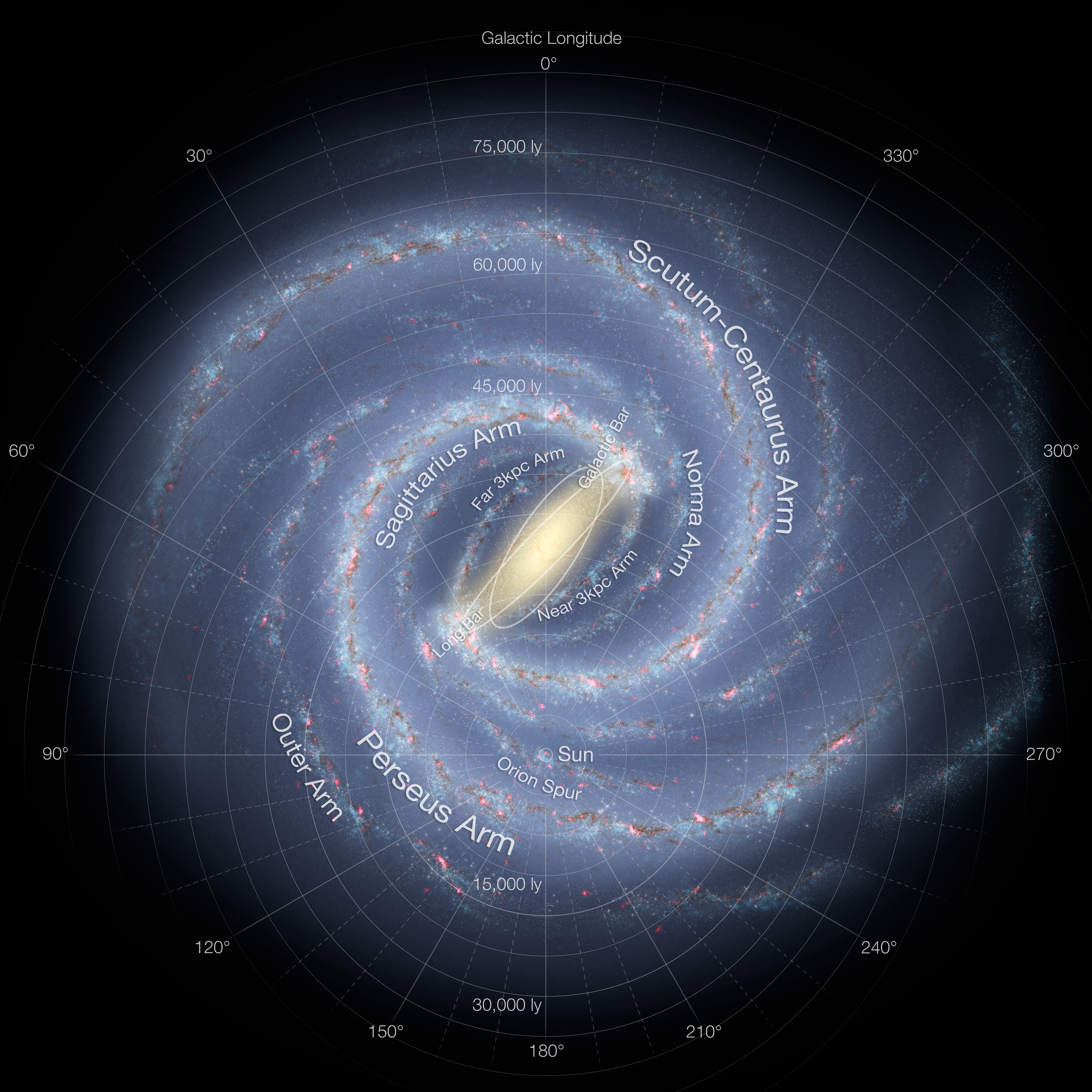

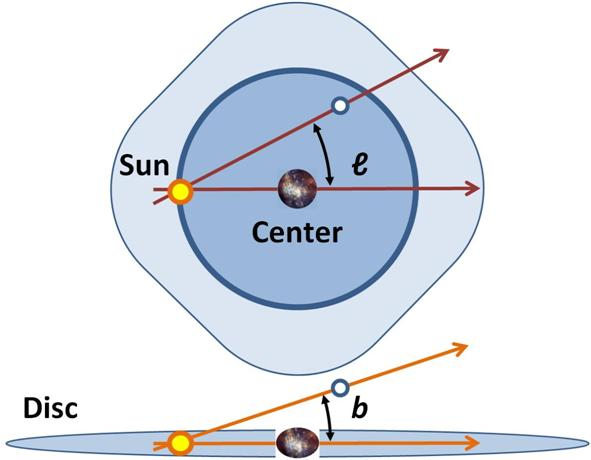

은하 좌표계(銀河座標系)는 은하적도를 제일기준원으로 하며 은경과 은위의 두 요소로 목표 천체의 좌표를 표시하는 좌표계이다.
은하 좌표계는 은하계 내의 항성의 위치와 분포를 조사하는 데 편리하므로 이 분야의 연구에 사용되며 은하 좌표계와 적도 좌표계의 관계를 나타내려면 은하 좌표계의 원점을 적도 좌표계로 나타내면 된다.

## 은경과 은위
은하 좌표는 적도 좌표와 마찬가지로 은경(銀經)과 은위(銀緯)를 이용하여 위치를 나타낸다. 은경과 은위는 모두 도·분·초로 나타낸다
- 은경은 은하 좌표의 경도(經度)로, 은하 중심 방향으로부터 은하 적도를 따라 동쪽으로 측정한 각거리이다. 춘분점을 기점으로 은하적도를 따라 동쪽으로 0도에서 360도까지 측정한다.
- 은위는 은하 좌표의 위도(緯度)로, 은하 적도에서 은하 북극과 은하 남극 쪽으로 측정한 거리이다. 은하 적도를 기준으로 북쪽에 위치한 천체에 대해서는 ＋ 기호를, 남쪽에 위치한 천체에 대해서는 －기호를 붙이고, 0도에서 90도까지 측정한다.

## 참고 자료
네이버 지식백과 : https://terms.naver.com/entry.nhn?cid=570&docId=980577&mobile&categoryId=1299

## 같이 보기
- 천구좌표계
- 지평좌표계
- 적도좌표계
- 황도좌표계
- 초은하좌표계